# Xylopia danguyella
Xylopia danguyella Ghesq. ex Cavaco & Keraudren – gatunek rośliny z rodziny flaszowcowatych (Annonaceae Juss.). Występuje endemicznie na Madagaskarze. 

## Morfologia
PokrójZimozielone drzewo o szarawej korze. Młode pędy są owłosione.
LiścieMają lancetowaty kształt. Mierzą 7–12 cm długości oraz 2,5–4 szerokości. Ogonek liściowy jest nagi i dorasta do 3–5 cm długości.
KwiatySą pojedyncze lub zebrane w parach. Rozwijają się w kątach pędów. Działki kielicha są owłosione. Płatki są żółte. Mają lancetowaty kształt i dorastają do 16–18 mm długości. Są prawie takie same. Słupków jest do 4 do 5. Są lekko owłosione i mierzą 1 mm długości.
OwoceZłożone z podłużnych rozłupni. Osiągają 6 cm długości oraz 2,5 cm średnicy.

## Biologia i ekologia
Rośnie w lasach.